# راؤول مارتينز
راؤول مارتينز (3 فبراير 1987 بأنغولا - ) هو لاعب كرة قدم أنغولي في مركز الدفاع. لعب مع أتليتيكو كلوب دي برتغال ونافال.

## وصلات خارجية
- راؤول مارتينز على موقع قاعدة بيانات كرة القدم.إي يو (الإنجليزية)